# William A. de Vigier
William A. de Vigier de Steinbrugg est né le 22 janvier 1912 à Soleure sous le nom de Wilhelm Alphons Olivier von Vigier. Longtemps industriel en Angleterre, il se fait appeler William A. de Vigier (Bill). Il est mort le 10 décembre 2003 à Berne.

## Biographie
Le premier membre connu de la branche soleuroise de cette famille de petite noblesse est Jacques de Vigier, qui entre en 1543, en qualité d’interprète, au service de l’ambassade de France à Soleure. Son fils, Jean de Vigier, est seigneur de L’Escanal, en Auvergne. En 1611, Jean de Vigier devient bourgeois de Soleure. Par mariage, son descendant, Johann Friedrich Vigier, lui aussi interprète à l’ambassade, est brièvement détenteur du château Vigier (Sommerhaus) à Soleure, mais, en raison du décès de son épouse, cette propriété passe à sa belle-sœur, von Roll von Emmenholz. Il faut attendre 1822 pour que le château revienne durablement aux Vigier, d’abord au banquier Karl Vigier (1847-1910), puis à son fils, Wilhelm Vigier qui épouse Berthe Marie Charlotte Laugier, cantatrice d’origine française.
Le couple donne naissance à Wilhelm Alphons Olivier von Vigier qui, par la suite, en raison de ses attaches anglaises, se fera appeler William (Bill). Le garçon étudie de 1920 à 1922 à Marseille au lycée Saint-Charles (ce qui le rapproche de sa grand-mère Laugier à Aix-en-Provence, puis à Founex, dans l’école privée La Châtaigneraie, et enfin fait un apprentissage de commerce dans l’entreprise Von Roll à Klus.
En 1935, il se rend à Londres avec le projet de fabriquer des éléments métalliques pour échafaudages, grande nouveauté à une époque où ces structures étaient encore habituellement en bois et le plus souvent brûlées après usage. Avec l’aide d’un juriste, Arthur Crowe, il crée une société appelée Acrow Engineers Ltd, du nom de son associé, ce qui lui assure d’être toujours en tête des listes alphabétiques. Dès 1947, l’entreprise connaît un développement considérable. Cotée en bourse à partir de 1951, elle occupe à son apogée, en 1975, près de 10'000 employés sur les cinq continents. En 1984, cependant, en raison d’une baisse de conjoncture, la société fait en partie faillite. Bill de Vigier se consacre dès lors à la finance et est membre de nombreux conseils d’administration, dont British Airways et Ciments Vigier.
Betty Kendall-Quarry, épousée en 1939 à Londres, lui donne deux filles ; il se remarie en 2001 avec Norah Bradley.
En 1956, la Suède le décore de l’Ordre royal de l'Étoile polaire, puis la reine d’Angleterre le nomme en 1977 commandeur de l’Ordre de l'Empire britannique.
Bill meurt en 2003, à 91 ans, ayant créé en 1987 la Fondation W. A. de Vigier (qui encourage de jeunes entrepreneurs prometteurs en distribuant un prix), puis en 1993 la Fondation Bill de Vigier, chargée d’entretenir et conserver le château Vigier (Sommerhaus).